# NGC 1589
NGC 1589 ist eine Spiralgalaxie vom Hubble-Typ Sab im Sternbild Stier auf der Ekliptik. Sie ist schätzungsweise 167 Millionen Lichtjahre von der Milchstraße entfernt und hat einen Durchmesser von etwa 160.000 Lichtjahren. 

Im selben Himmelsareal befinden sich u. a. die Galaxien NGC 1587, NGC 1588 und NGC 1593.
Die Typ-Ia-Supernova SN 2001eb wurde hier beobachtet.
Das Objekt wurde am 19. Dezember 1783 von Wilhelm Herschel entdeckt.

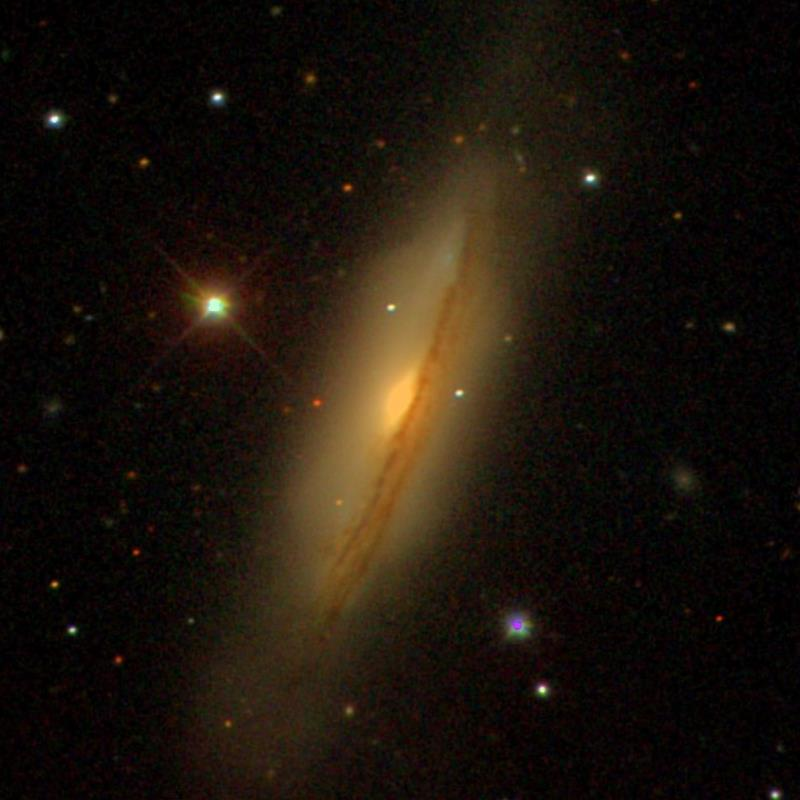
SDSS-Aufnahme

## NGC 1407-Gruppe (LGG 117)
| Galaxie   | Alternativname | Entfernung / Mio. Lj |
| --------- | -------------- | -------------------- |
| NGC 1589  | PGC 15342      | 167                  |
| NGC 1586  | PGC 15331      | 157                  |
| NGC 1587  | PGC 15332      | 162                  |
| NGC 1588  | PGC 15340      | 154                  |
| NGC 1620  | PGC 15638      | 154                  |
| PGC 15181 | UGC 3054       | 171                  |
| PGC 15283 | UGC 3058       | 165                  |
| PGC 15369 | UGC 3072       | 158                  |
| PGC 15429 | UGC 3080       | 155                  |